# 土溝
土溝，是臺灣臺南市後壁區的一個傳統地域名稱，位於該區東部略偏北。相較於今日行政區，其範圍大致包括土溝里、上茄苳里東南部邊界地帶、侯伯里東部、後壁里東部。
本地區境內主要聚落為頂塗溝、下塗溝、漯仔、無竹圍、竹仔腳。

## 歷史
台灣日治初期，土溝地區為一街庄，稱為「土溝庄」（舊制街庄），隸屬於下茄苳北堡。該庄昔日西邊北段及北邊西側大部分與上茄苳庄為鄰，北邊東側一小段與蓮潭庄為鄰，東與詔安厝庄、海豐厝庄為鄰，南邊東至中段為大排竹庄，南邊西段及西邊南段為下茄苳庄。
1901年（日治明治三十四年）11月11日，全台廢縣廳改設二十廳，該庄隸屬於鹽水港廳。1904年（明治三十七年）4月1日，該庄編入「海豐厝區」，隸屬於鹽水港廳。1906年（明治三十九年）4月1日，鹽水港廳內管轄區域調整，該庄仍隸屬於「海豐厝區」。1909年（明治四十二年）10月25日，全台合併二十廳為十二廳，海豐厝區改隸屬於嘉義廳。1920年（大正九年）10月1日，全台地方制度大改正，廢十二廳改設五州二廳，該庄改制為「土溝」大字，隸屬於臺南州新營郡後壁庄（新制街庄）。
戰後後壁庄改制為後壁鄉，隸屬於臺南縣，大字亦改制為村。1950年（民國39年）10月25日，雲、嘉、南分治，後壁鄉仍隸屬於臺南縣。2010年（民國99年）12月25日，臺南縣、市合併為直轄臺南市，後壁鄉改制為後壁區，村亦改制為里。

## 聚落
本地區發展較早的聚落為頂塗溝、下塗溝、漯仔、無竹圍、竹仔腳，在日治期初期的官方地圖上已有記載。

## 交通
區道南90線是後壁至三層崎（實際終點在縣界）的道路，經過本地區漯仔、下塗溝、頂塗溝等聚落。該道路終點續行可接嘉義縣鄉道嘉182線前往三層崎。
區道南91線是嘉田至白河的道路，經過本地區頂塗溝聚落。